# Orin
Orin – miejscowość i gmina we Francji, w regionie Nowa Akwitania, w departamencie Pireneje Atlantyckie.
Według danych na rok 1990 gminę zamieszkiwało 178 osób, a gęstość zaludnienia wynosiła 41 osób/km² (wśród 2290 gmin Akwitanii Orin plasuje się na 999. miejscu pod względem liczby ludności, natomiast pod względem powierzchni na miejscu 1466.).